# Berville-sur-Mer
Berville-sur-Mer é uma comuna francesa na região administrativa da Normandia, no departamento de Eure. Estende-se por uma área de 5,09 km². Em 2010 a comuna tinha 702 habitantes (densidade: 137,9 hab./km²).